# Chusejn Chalmurzaev
Chusejn Magometovič Chalmurzaev (in russo Хусейн Магометович Халмурзаев?; 9 ottobre 1993) è un judoka russo.

## Palmarès
- Mondiali

Baku 2018: bronzo nella gara a squadre.
- Europei

Varsavia 2017: oro nei -90kg.
- Universiade

Gwangju 2015: argento nei -90kg.
- Campionati mondiali junior

Cape Town 2011: argento nei -90kg.
- Campionati europei junior

Lommel  2011: oro nei -90kg.
Porec 2011: oro nei -90kg.

### Vittorie nel circuito IJF
| Data          | Località | Paese   | Categoria |
| ------------- | -------- | ------- | --------- |
| 3 aprile 2016 | Samsun   | Turchia | Gran Prix |
| 2 giugno 2017 | Hohhot   | Cina    | Gran Prix |
| 11 marzo 2018 | Agadir   | Marocco | Gran Prix |